# Michael Angelus Jacobi
Michael Angelus Jacobi OFMCap, auch Michelangelo Jacopi, (* 16. Dezember 1812 in Seravezza; † 14. Oktober 1891) war ein italienischer Ordensgeistlicher und römisch-katholischer Erzbischof von Agra.

## Leben
Jacobi trat der Ordensgemeinschaft der Kapuziner bei und empfing am 5. Februar 1837 das Sakrament der Priesterweihe. 1841 kam er als Missionar der päpstlichen Indienmission auf den Subkontinent. Am 3. März 1868 ernannte Papst Pius IX. ihn zum Titularbischof von Pentacomia und zum Apostolischen Vikar von Agra. Die Bischofsweihe spendete ihm am 28. Juni desselben Jahres in Kalkutta der Apostolische Vikar von Westbengalen, Erzbischof Walter Steins Bisschop SJ.
Zwischen 1869 und 1870 nahm Jacobi als Konzilsvater am Ersten Vatikanischen Konzil teil und kehrte 1871 nach Indien zurück. Er ließ in seinem Missionssprengel mehrere, teils bis heute existierende Kirchen, Kapellen und Klöster errichten. Mit der Erhebung des Apostolischen Vikariats Agra zum Erzbistum am 1. September 1886 wurde er zum Erzbischof von Agra. Dieses Amt bekleidete er bis zu seinem Tod am 14. Oktober 1891. Er starb in dem von ihm selbst erbauten St.-Franziskus-Kloster in Masuri und liegt in der Kathedrale von Agra begraben.